# Булунський улус
Булунський улус (якут. Булуҥ улууһа, рос. Булунский улус) — муніципальний район на півночі Республіки Саха (Якутія). Адміністративний центр — смт Тіксі. Утворений 1930 року.

## Населення
Населення району становить 8929 осіб (2013).

## Адміністративний поділ
Район адміністративно поділяється на 7 муніципальних утворень, які об'єднують 10 населених пунктів:
- міське поселення Тіксі
- сільське поселення Борогонський наслег
- сільське поселення Булунський евенкійський національний наслег
- сільське поселення Биковський евенкійський національний наслег
- сільське поселення Сіктяхський наслег
- сільське поселення Тюметинський евенкійський національний наслег
- сільське поселення Хара-Улахський національний наслег